# Странд (остров)
Странд — бывший остров на западном побережье Северной Фризии в герцогстве Шлезвиг, который был вотчиной датской короны. Теперь этот район принадлежит земле Шлезвиг-Гольштейн на севере Германии.
Береговые линии вдоль побережий Нидерландов, Германии и Дании были значительно изменены в результате сильного штормового прилива, произошедшего 16 января 1362 года и названного Грёте-Мандренке. Многие деревни и города были потеряны навсегда. Очертания Странда значительно изменились, легендарный Рунгхольт, как известно, в настоящее время находится среди затонувших мест. Остров Зюдфалль был отделён от основного острова.
Во время наводнения Бурхарди в 1634 году Странд был окончательно размыт, его остатками стали острова Нордштранд, Пелльворм и Нордштрандишмор.